# دالم (هلند)
دالم (به هلندی: Dalem) یک منطقهٔ مسکونی در هلند است که در خورینخم واقع شده‌است. دالم ۹٬۷۴۰ نفر جمعیت دارد.